# Olympische Sommerspiele 2008/Kanu – Zweier-Canadier 500 m (Männer)
Die Wettkämpfe im Zweier-Canadier über 500 Meter bei den Olympischen Sommerspielen 2008 wurden vom 19. bis zum 23. August 2008 auf der Rennstrecke im Olympischen Ruder- und Kanupark Shunyi ausgetragen.
Es war bis 2024 die letzte Austragung über diese Distanz bei Olympischen Spielen.

## Ergebnisse

### Vorläufe
Bei den zwei Vorläufen am 19. August erreichten die jeweils drei schnellsten Boote direkt das Finale; die restlichen Boote zogen in das Halbfinale ein.

#### Vorlauf 1
| Rang | Athleten                             | Nation    | Zeit         | Bemerkung  |
| ---- | ------------------------------------ | --------- | ------------ | ---------- |
| 1    | Meng Guanliang Yang Wenjun           | China     | 1:41,218 min | Finale     |
| 2    | Sergei Ulegin Alexander Kostoglod    | Russland  | 1:41,241 min | Finale     |
| 3    | Daniel Jędraszko Roman Rynkiewicz    | Polen     | 1:42,309 min | Finale     |
| 4    | Raimundas Labuckas Tomas Gadeikis    | Litauen   | 1:42,803 min | Halbfinale |
| 5    | Dejan Georgiew Adnan Aliew           | Bulgarien | 1:43,428 min | Halbfinale |
| 6    | Mátyás Sáfrán Mihály Sáfrán          | Ungarn    | 1:43,642 min | Halbfinale |
| 7    | Serguey Torres Karel Aguilar Chacón  | Kuba      | 1:44,155 min | Halbfinale |
| 8    | José Everardo Cristóbal Dimas Camilo | Mexiko    | 1:54,090 min | Halbfinale |

#### Vorlauf 2
| Rang | Athleten                                      | Nation      | Zeit         | Bemerkung  |
| ---- | --------------------------------------------- | ----------- | ------------ | ---------- |
| 1    | Christian Gille Tomasz Wylenzek               | Deutschland | 1:41,513 min | Finale     |
| 2    | Andrej Bahdanowitsch Aljaksandr Bahdanowitsch | Belarus     | 1:41,767 min | Finale     |
| 3    | Serhij Besuhlyj Maksym Prokopenko             | Ukraine     | 1:42,054 min | Finale     |
| 4    | Josif Chirilă Andrei Cuculici                 | Rumänien    | 1:42,306 min | Halbfinale |
| 5    | Andrew Russell Gabriel Beauchesne-Sévigny     | Kanada      | 1:43,189 min | Halbfinale |
| 6    | Bertrand Hémonic William Tchamba              | Frankreich  | 1:43,453 min | Halbfinale |
| 7    | Qaissar Nurmaghambetow Alexander Djadtschuk   | Kasachstan  | 1:45,730 min | Halbfinale |

### Halbfinale
Die drei schnellsten Boote des Halbfinals erreichten den Endlauf.
| Rang | Athleten                                    | Nation     | Zeit         | Bemerkung |
| ---- | ------------------------------------------- | ---------- | ------------ | --------- |
| 1    | Josif Chirilă Andrei Cuculici               | Rumänien   | 1:42,545 min | Finale    |
| 2    | Dejan Georgiew Adnan Aliew                  | Bulgarien  | 1:42,891 min | Finale    |
| 3    | Andrew Russell Gabriel Beauchesne-Sévigny   | Kanada     | 1:42,921 min | Finale    |
| 4    | Raimundas Labuckas Tomas Gadeikis           | Litauen    | 1:43,299 min |           |
| 5    | Serguey Torres Karel Aguilar Chacón         | Kuba       | 1:43,673 min |           |
| 6    | Bertrand Hémonic William Tchamba            | Frankreich | 1:43,874 min |           |
| 7    | Qaissar Nurmaghambetow Alexander Djadtschuk | Kasachstan | 1:44,992 min |           |
| 8    | Mátyás Sáfrán Mihály Sáfrán                 | Ungarn     | 1:45,032 min |           |
| 9    | José Everardo Cristóbal Dimas Camilo        | Mexiko     | 1:48,853 min |           |

### Finale
Die favorisierten Chinesen konnten ihren Titel verteidigen. Meng Guanliang hatte dabei noch ein Jahr vor Olympia eine Auszeit eingelegt.
Nach dem Rennen fielen die Sieger vor Erschöpfung ins Wasser und mussten per Rettungsboot an Land gebracht werden.
| Rang | Athleten                                      | Nation      | Zeit         |
| ---- | --------------------------------------------- | ----------- | ------------ |
| 1    | Meng Guanliang Yang Wenjun                    | China       | 1:41,025 min |
| 2    | Sergei Ulegin Alexander Kostoglod             | Russland    | 1:41,282 min |
| 3    | Christian Gille Tomasz Wylenzek               | Deutschland | 1:41,964 min |
| 4    | Andrej Bahdanowitsch Aljaksandr Bahdanowitsch | Belarus     | 1:41,996 min |
| 5    | Andrew Russell Gabriel Beauchesne-Sévigny     | Kanada      | 1:42,450 min |
| 6    | Josif Chirilă Andrei Cuculici                 | Rumänien    | 1:43,195 min |
| 7    | Dejan Georgiew Adnan Aliew                    | Bulgarien   | 1:43,971 min |
| 8    | Serhij Besuhlyj Maksym Prokopenko             | Ukraine     | 1:44,157 min |
| 9    | Daniel Jędraszko Roman Rynkiewicz             | Polen       | 1:44,389 min |